# Harpactocrates escuderoi
Harpactocrates escuderoi es una especie de araña araneomorfa del género Harpactocrates, familia Dysderidae. Fue descrita científicamente por Ferrández en 1986.
Se distribuye por España. El cuerpo del macho mide aproximadamente 11 milímetros de longitud y el de la hembra 12 milímetros.